# Adriano (poeta)
Adriano (em grego: Αδριανός) foi um poeta épico grego que floresceu durante o reinado dos imperadores romanos Marco Aurélio (r. 161–180) e Cómodo (r. 180–192). Da obra de Adriano restou apenas um fragmento de seu poema épico Alexandríade (Αλεξανδριάς), que conta a vida e a glória de Alexandre, o Grande. Esse poema é citado no sétimo livro do Suda, embora o nome do autor seja apresentado, equivocadamente, como "Arriano".